# Jožef Schwegel
Baron Jožef Schwegel (tudi Švegel ali Žvegel), diplomat, politik, gospodarstvenik, pisatelj in pesnik, * 29. februar 1836, Zgornje Gorje, Avstrijsko cesarstvo, † 16. september 1914, Bled, Avstro-Ogrska.

## Življenje
Schwegel se je rodil v kmečki družini v Zgornjih Gorjah pri Bledu. Obiskoval je osnovno šolo v Gorjah in Beljaku. Gimnazijo je obiskoval v Ljubljani med letoma 1846-54 in leta 1854 tudi maturiral. V Ljubljani je bil nekaj časa gojenec Alojzijevišča. Leta 1859 je na Dunaju končal orientalsko akademijo in se zaposlil v diplomatski službi avstrijskega cesarstva. Najprej je služboval v Egiptu, kjer je leta 1869 postal konzul v Aleksandriji, istega leta je pripravil tudi uspešen obisk cesarja Franca Jožefa v Egiptu ob otvoritvi Sueškega prekopa. Zaradi teh zaslug je leta 1870 postal vitez in 1875 še baron.
Leta 1870 je bil konzul v Istanbulu in kot dober poznavalec Orienta je vodil orientalski oddelek na svetovni razstavi na Dunaju 1873 in iz njega je ustanovil orientalski muzej, leta 1908 mu je dodal še izvozno akademijo.
Od 1873 je bil glavni sodelavec zunanjega ministra Gyula Andrássyja. Na zunanjem ministrstvu je bil zadolžen za ekonomska vprašanja, pripravil je več trgovskih pogodb Avstro-Ogrske s tujimi državami. Zagovarjal je dobre trgovinske odnose z balkanskimi državami in Rusijo, tja je leta 1875 potoval v delegaciji skupaj s cesarjem.
Na berlinskem kongresu (1878) je imel pomembno vlogo, ukvarjal se je z vprašanji Orienta in Balkana. Nasprotoval je ruskemu predstavniku grofu Ignatijevu, ki je zagovarjal predvsem interese Bolgarije. Schwegel je za Srbijo pridobil okraja Pirot in Vranje. S srbskim zunanjim ministrom Ristićem je sklenil trgovski sporazum, ki pa ga je Avstro-Ogrska zavrnila. Po Andrassyjevem padcu leta 1879 je zapustil diplomatsko službo in vodil več denarnih zavodov na Dunaju in Budimpešti. 
Schwegel je bil v letih 1879–1905 poslanec kranjskih veleposestnikov v državnem zboru in je vodil vplivni klub nemških ustavovernih veleposestnikov. Bil je član avstro-ogrske delegacije in kvotne deputacije. Leta 1883 je bil izvoljen v kranjski deželni zbor, kjer je v letih 1884−1912 vodil veleposestnike. Užival je sloves strokovnjaka v finančnih, trgovskih in prometnih zadevah. 
Kot navdušen ljubitelj Kranjske je svoj vpliv posvečal njenemu gospodarskemu napredku in zagovarjal »kranjsko« (kompromisno) politiko. Z njegovim posredovanjem so zgradili dolenjsko, kamniško in tržiško železniško progo; po njegovi zaslugi pa da bohinjska proga ni šla čez Predel. Leta 1898 je v kranjskem deželnem zboru utemeljeval potrebo po slovenski univerzi. 
Schwegel se je poskušal tudi kot pesnik in pisatelj. Že kot gojenec Alojzijevišča, kjer je bival skupaj z Franom Levstikom, Franom Erjavcem in Josipom Stritarjem, je Schwegel z njimi tekmoval v pesmi in prozi. Svoje prvence je objavljal v Slovenski daničici in Slaviji, kasneje pa tudi v Slovenski bčeli, Novicah, Zori, Jugoslovenki in drugje. Njegove povečini razpoloženjske pesmi izražajo domotožje, hrepenenje, razočaranje in domoljubje, vidna je naslonitev na Prešerna (prim. Na gomili Daničice, Slavija 1851, 59 z elegijo V spomin Andreja Smoleta). Josip Marn pripisuje Schweglu tudi avtorstvo nepodpisane pesem Bučelni pik, medtem ko jo Ivan Prijatelj brez opombe uvršča med Jenkove pesmi. V prozi je napisal povest v Slaviji, Mali spevi Osiana , sicer pa je napisal in objavil razne etnografske, zemljepisne, potopisne članke. Objavljal je tudi pod psevdonimom Josip Radonievič.
Bil je častni meščan Ljubljane ter več mest in trgov na Kranjskem. V oporoki je zapustil 1 milijon zlatih kron za kulturne namene dežele Kranjske; njegova oporoka zaradi prve svetovne vojne ni bila uresničena. 